# Henrik Østervold
Henrik Olsen Østervold (* 13. Januar 1878 in Austevoll; † 21. August 1957 in Bergen) war ein norwegischer Segler.

## Erfolge
Henrik Østervold, der für den Bergens Seilforening segelte, wurde 1920 in Antwerpen bei den Olympischen Spielen in der 12-Meter-Klasse nach der International Rule von 1907 Olympiasieger. Er war Eigner und Skipper der Atlanta, die als einziges Boot seiner Klasse teilnahm. Der Atlanta genügte mangels Konkurrenz in zwei Wettfahrten jeweils das Erreichen des Ziels zum Gewinn der Goldmedaille. Zur Crew gehörten neben den Brüdern Halvor und Rasmus Birkeland, Lauritz Christiansen, Halvor Møgster und Hans Næss auch Østervolds Brüder Jan, Kristian und Ole Østervold.
Østervold besaß eine nautische Ausbildung und fuhr zunächst als Steuermann und Kapitän rund zehn Jahre zur See. Ab 1913 war er Schiffseigner und später auch Abteilungsleiter in Reedereien. Schließlich war er Besitzer der Neptune Shipping Company in Bergen.